# Florian Niederlechner
Florian Niederlechner (Ebersberg, 24 de octubre de 1990) es un futbolista alemán que juega de delantero en el TSV 1860 Múnich de la 3. Liga.

## Clubes
| Club                     | País     | Año       |
| ------------------------ | -------- | --------- |
| Falke Markt Schwaben     | Alemania | 2008-2010 |
| FC Ismaning              | Alemania | 2010-2011 |
| SpVgg Unterhaching       | Alemania | 2011-2013 |
| 1. F. C. Heidenheim 1846 | Alemania | 2013-2015 |
| 1. FSV Maguncia 05       | Alemania | 2015-2017 |
| S. C. Friburgo (cedido)  | Alemania | 2016-2017 |
| S. C. Friburgo           | Alemania | 2017-2019 |
| F. C. Augsburgo          | Alemania | 2019-2023 |
| Hertha Berlín            | Alemania | 2023-2025 |
| TSV 1860 Múnich          | Alemania | 2025-     |